# France station nautique
 (janvier 2025).
France station nautique est une marque de certification décernée par l'association France station nautique (FSN) aux stations touristiques ayant fait l'objet d'une évaluation et ayant des organes locaux d'animation et de développement des activités nautiques à finalités sportives et touristiques.
La qualité de membre actif de l'association France stations nautiques (FSN) et la mention de la marque commerciale France station nautique s’acquièrent de manière simultanée et solidairement, conformément aux statuts.

## Les engagements Qualités
Voici la liste des engagements qualités auxquels les stations nautiques s'engagent à respecter :
- Une organisation locale concertée
- Un accueil permanent et facilement accessible
- Une formation claire, valide et adaptée
- Des animations nombreuses et diversifiées
- Une démarche de respect de l’environnement
- Une commercialisation organisée
- Une écoute au service de la qualité
- Une offre nautique multiple et permanente
- Des services et des infrastructures adaptés

## Liste des stations
Liste exhaustive des vingt-six stations (et territoires) actuellement membres de cette association, au 4 octobre 2024.

### Hauts-de-France
- Gravelines (4 étoiles)
- Villes Sœurs – en commun avec la Normandie (1 étoile)

### Normandie
- Villes Sœurs – en commun avec les Hauts-de-France (1 étoile)
- Dieppe Pays Normand (2 étoiles)

### Occitanie
- Leucate (4 étoiles)
- Cap d'Agde (4 étoiles)

### Sud
- La Ciotat (4 étoiles)
- Saint-Cyr-sur-Mer (3 étoiles)
- Sanary-sur-Mer (4 étoiles)
- Méditerranée Porte des Maures (2 étoiles)
- Cavalaire-sur-Mer (4 étoiles)
- Fréjus (3 étoiles)
- Saint-Raphaël (4 étoiles)

### Auvergne-Rhône-Alpes
- Sciez-sur-Léman (1 étoile)
- Ville d'Évian - Lac Léman (2 étoiles)
- Vichy (2 étoiles)
- Aix-les-Bains - Riviera des Alpes (4 étoiles)
- Thonon-les-Bains - Lac Léman (4 étoiles)

### Île-de-France
- Vallée de la Marne - Paris Est Marne & Bois (2 étoiles)

### Guadeloupe
- Saint-François (1 étoile)
- Le Gosier (1 étoile)
- Grand-Bourg - Marie-Galante (1 étoile)
- Bouillante (2 étoiles)

### Martinique
- Le Diamant (1 étoile)
- Schœlcher (1 étoile)
- Fort-de-France (2 étoiles)

### Guyane
- Savanes de Guyane (1 étoile)